# Togutil

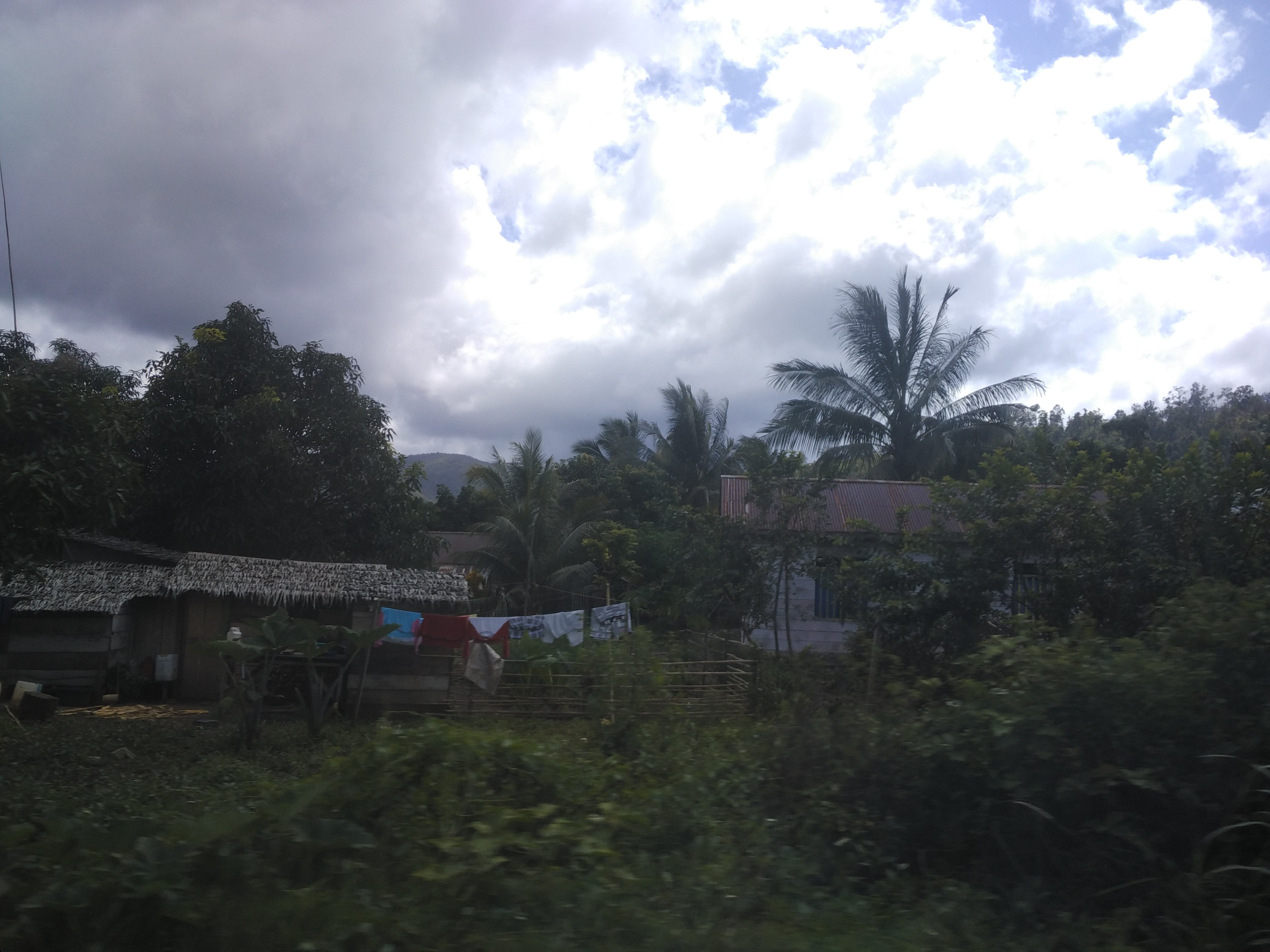
Wieś Togutil

Togutil lub Tugutil, także Tobelo Dalam (lub ang. Forest Tobelo) – społeczność etniczna zamieszkująca wyspę Halmahera, w prowincji Moluki Północne na wschodzie Indonezji. Należą do ludów północnohalmaherskich (niebędących ludami austronezyjskimi). W piśmiennictwie są rozpatrywani łącznie z ludem Tobelo, z którym dzielą wspólny język oraz wiele aspektów kultury.
Żyją w lasach Totodoku, Tukur-Tukur, Lolobata, Kobekulo i Buli, na terenie Parku Narodowego Aketajawe-Lolobata. Dzielą się na rozproszone grupy terytorialne, składające się z 3–10 rodzin. Według publikacji Narody i rieligii mira (1998) ich łączna populacja wynosi ok. 1000 osób, według nowszych szacunków (2023) – 3000. W latach 80. XX w. odnotowano, że grupy Togutil zamieszkują rejon miejscowości Kusuri oraz wnętrze kecamatanu Tobelo, okolice Taboulamo (kecamatan Kao), przełęcz pomiędzy Lolobata a Buli (kecamatan Wasilei), okolice Dodaga (kecamatan Wasilei, wieś ludności przesiedlonej) i w pobliżu Teluk Lili (kecamatan Buli).
W publikacji Ensiklopedi Suku Bangsa di Indonesia wyróżniono następujące podgrupy: Togutil Biri-biri, Togutil Lina, Toguis, Togutil Modole, Togutil Dodaga. Posługują się własnymi dialektami języka tobelo, niekiedy rozpatrywanymi jako odrębny język. Ich powiązania językowe (zarówno wewnętrzne, jak i zewnętrzne) nie zostały dobrze przebadane. Zachowują animistyczne wierzenia plemienne, choć niektórzy przyjęli chrześcijaństwo. Nazwę „Togutil” (Tugutil) uznają za obraźliwą (jedynie niektórzy ją akceptują), a sami określają się jako o fongana ma nyawa lub o hongana ma nyawa („ludzie lasu”), w opozycji do o berera ma nyawa („ludzie wsi”). Być może nazwa „Togutil” wywodzi się od nazwy regionu (To-gutuli), który według legendy miał być położony pomiędzy miastem Tobelo a Kao, lub od słowa gutili („brudny”). Nazwie „Togutil” przypisuje się negatywne konotacje związane z zacofaniem.
Prowadzą nomadyczny tryb życia. Ich głównym zajęciem jest polowanie na dużą zwierzynę (jelenie, dziki); stosują łuk i włócznię. Od lat 20. XX wieku stopniowo przenoszą się na obszary zasiedlone oraz zajmują się ręcznym rolnictwem tropikalnym i produkcją sago. Mają rozwiniętą medycynę tradycyjną.
Według miejscowej legendy są to mieszkańcy wybrzeża, którzy przenieśli się do dżungli, aby uniknąć płacenia podatków za czasów holenderskich. Inna wersja historii głosi, że są potomkami Portugalczyków, którzy postanowili zamieszkać w dżungli, gdy Moluki znalazły się pod kontrolą holenderską. W 1915 roku, w okresie Holenderskich Indii Wschodnich, starano się ich osiedlić we wsiach Kusuri i Tobelamo. Ponieważ jednak mieli odmówić płacenia podatków, wrócili do dżungli, a starania władz zakończyły się porażką.
Przez dłuższy czas opierali się wpływom zewnętrznym. Nie byli świadomi istnienia państwowości indonezyjskiej i tylko niektórzy mieli jakąkolwiek znajomość języka indonezyjskiego. W 1982 roku przybyli misjonarze chrześcijańscy, którzy zaczęli prowadzić działalność ewangelizacyjną. Prawie cała ówczesna ludność rzek Waisango, Lili i Afu przeszła na chrześcijaństwo, a dawne wierzenia (kulty duchów i przodków) zostały odrzucone jako powstałe wskutek działania szatana. Pomimo porzucenia rodzimych praktyk zachowują poczucie odrębności od wiejskiej ludności Tobelo (która dużo wcześniej znalazła się pod wpływem zachodnim, a także muzułmańskim, i nie była grupą nomadyczną). Ponadto według Survival International około 300–500 osób (2023) wciąż opiera się kontaktom zewnętrznym, ich przetrwaniu zagraża wydobycie niklu i degradacja środowiska naturalnego.
W literaturze uchodzą za odrębną grupę Tobelo, podobnie jak Tobelo wyróżnia ich nieaustronezyjska przynależność językowa (pod tym względem są krewnymi takich ludów jak Ternate i Galela). C. R. Duncan (1997) oraz G. Holton i M. Klamer (2018) informują, że etnonim „Tugutil” (Togutil) odnosi się do różnych grup ludności, które nie muszą być blisko spokrewnione językowo z Tobelo (niektóre posługują się wręcz językami austronezyjskimi, takimi jak weda). Nie jest to zatem ścisła nazwa żadnej grupy etnicznej czy językowej. C. R. Duncan twierdzi, że chodzi o ogólny termin określający izolowane plemiona Halmahery (indonez. masyarakat terasing). O ile posiłkują się nim m.in. publikacje państwowe i antropologiczne, często omawiając właśnie grupy używające języka tobelo, to przez samą ludność jest odbierany bardzo negatywnie i może być niejednoznaczny. Autor artykułu jako określenie grup pokrewnych Tobelo, z braku adekwatnej terminologii, wprowadza anglojęzyczną nazwę Forest Tobelo. W języku indonezyjskim używa się też terminu Tobelo Dalam. Są to jednak określenia obce, jako że sam lud nie identyfikuje się przy użyciu etnonimu „Tobelo”.
Odrębną etnicznie grupę tworzy społeczność Modole, która nie stosuje wobec siebie nazw „Tobelo” ani „Togutil” (i komunikuje się we własnym języku modole). W publikacji Ensiklopedi Suku Bangsa di Indonesia wymieniono Togutil Modole jako jedną z podgrup Togutil.  